# Aldingen

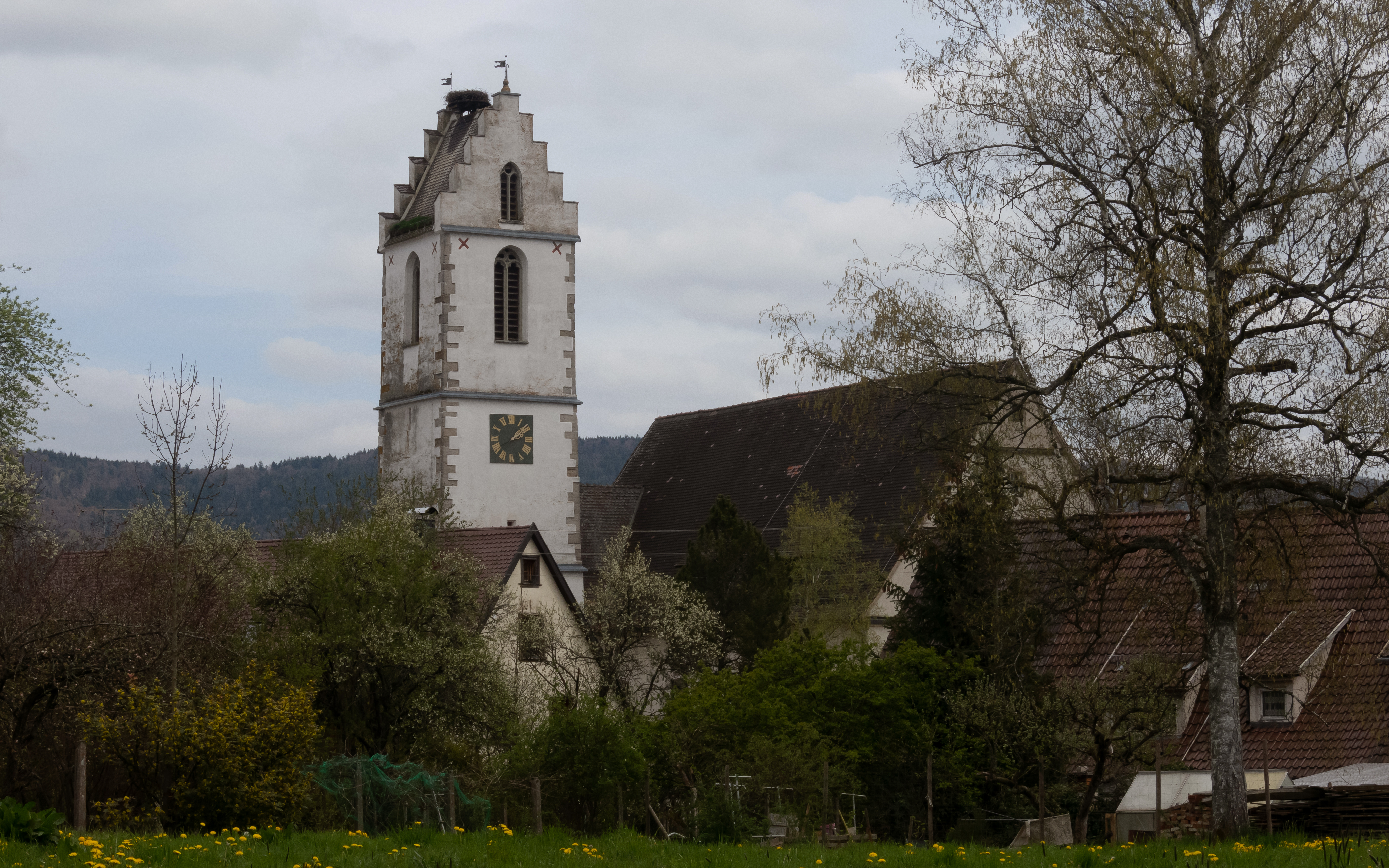
Aldingen, l'église : Mauritiuskirche.

Aldingen est une commune de Bade-Wurtemberg (Allemagne), située dans l'arrondissement de Tuttlingen, dans le district de Fribourg-en-Brisgau.